# Lino Facioli

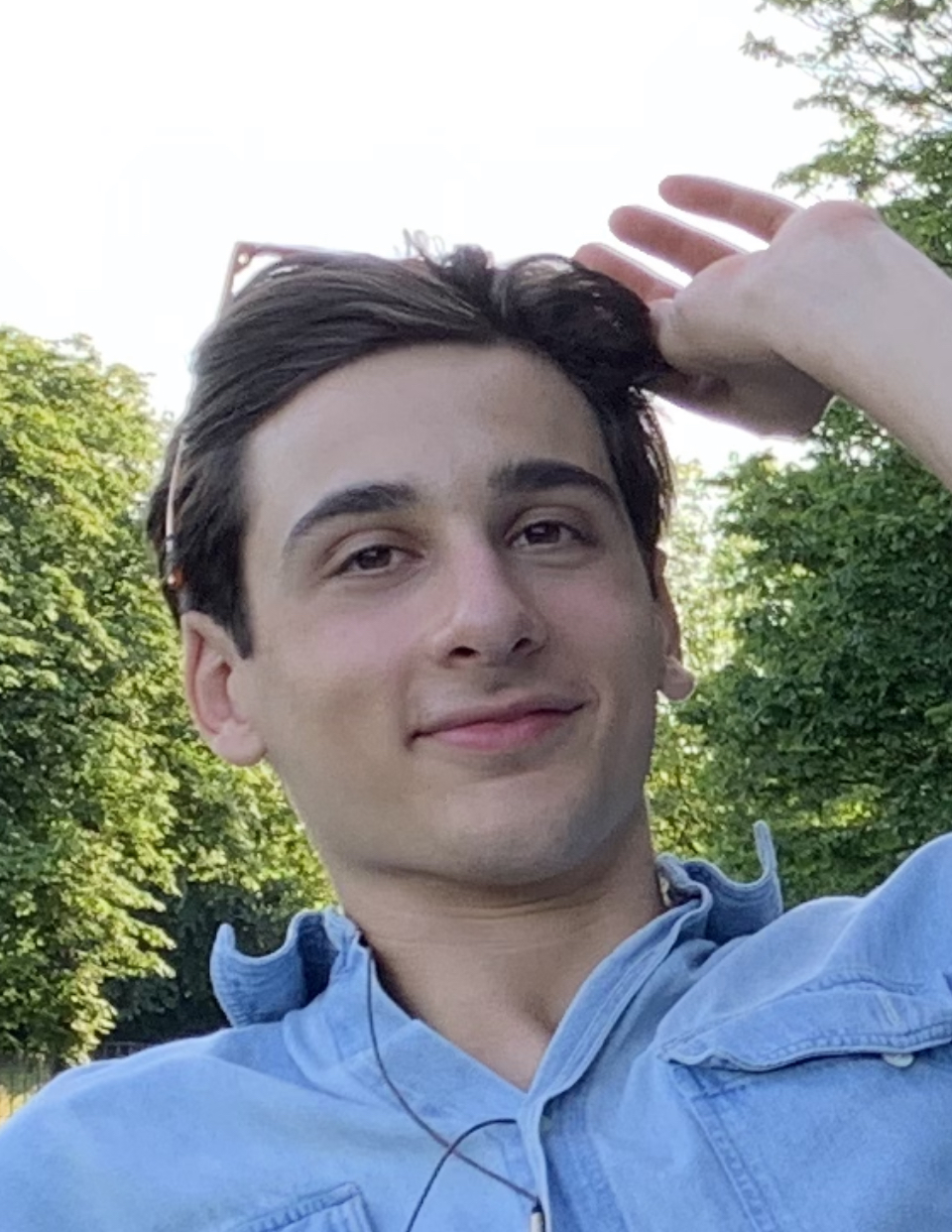
Lino Facioli, 2021

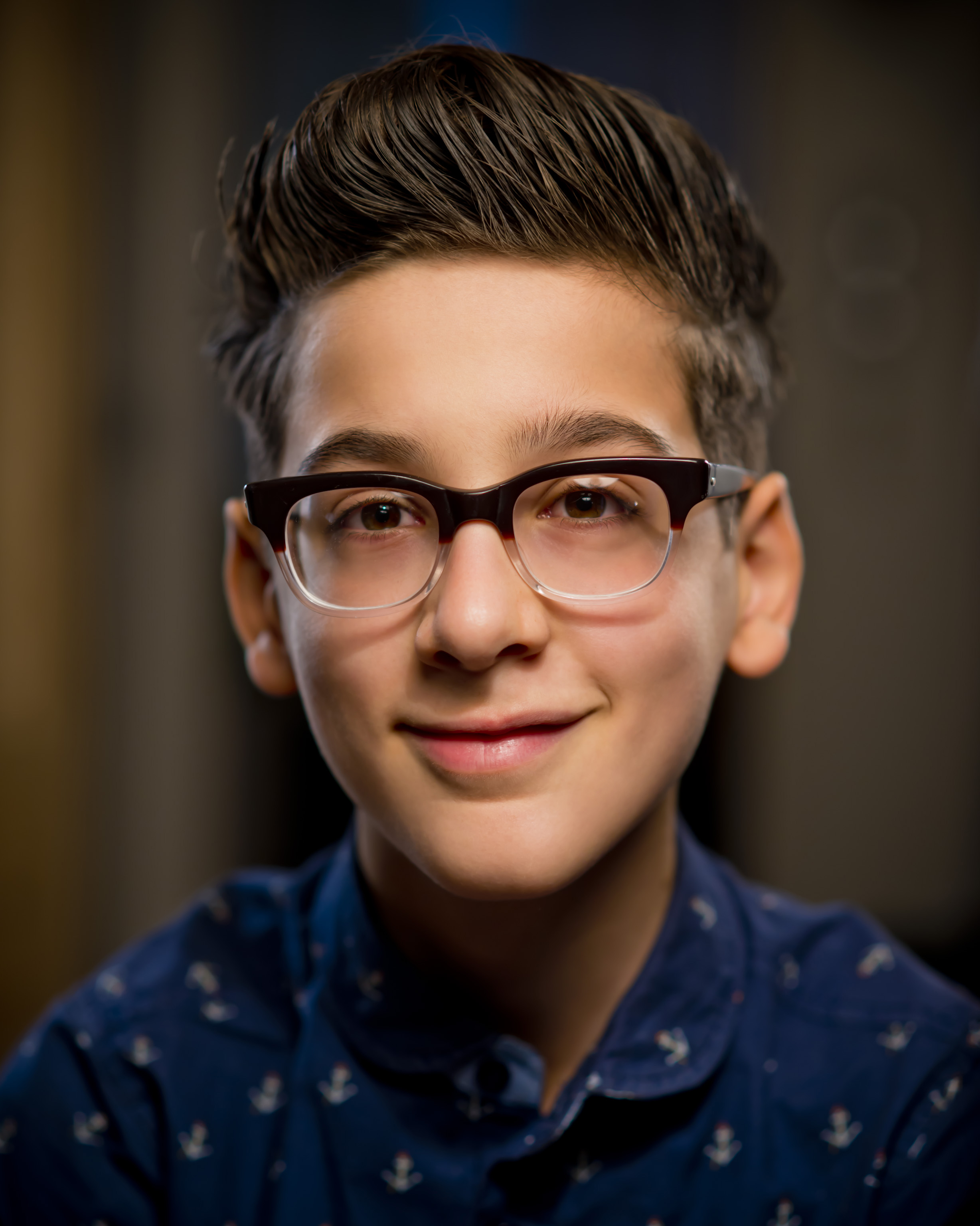
Lino Facioli, 2013

Lino Schmidek Facioli (* 29. Juli 2000 in Ribeirão Preto, Brasilien) ist ein britischer Filmschauspieler.

## Leben
Lino Facioli ist der Sohn eines italienischen Vaters und einer österreichischen Mutter, über die er auch die österreichische Staatsbürgerschaft besitzt. Allerdings hat er selbst nie in Österreich gelebt. Sein Vater ist Grafiker von Beruf, seine Mutter Architektin und Schmuckdesignerin. Im Alter von vier Jahren zog er mit seinen Eltern von Brasilien, wo er geboren wurde, nach London. Hier absolvierte er 2007 die All Sorts Drama School. Sein erstes schauspielerisches Engagement bekam er 2008, als er im Musikvideo In Silence der Band Thursday einen Roboterjungen verkörperte.
2010 erfolgte Faciolis Filmdebüt, das er an der Seite von Russell Brand in der Filmkomödie Männertrip gab. 2011 schließlich erfolgte der Durchbruch, als er die Rolle des Robin Arryn in der international gefeierten Fantasyserie Game of Thrones übernahm. 2020 übernahm er die Rolle des Schülers Dex in der zweiten Staffel der Serie Sex Education.

## Filmografie (Auswahl)
- 2010: Männertrip (Get Him to the Greek)
- 2011–2019: Game of Thrones (Fernsehserie, 9 Folgen)
- 2012: Broken
- 2014: O Menino no Espelho
- 2020–2021: Sex Education (Fernsehserie, 6 Folgen)